# Cinigiano
Cinigiano est une commune italienne située dans la province de Grosseto en Toscane.

## Histoire
Cinigiano s'est développé autour d'un château médiéval au XIIe siècle. Le territoire de la municipalité actuelle a été placé sous l'autorité des descendants de Bernardino di Cinigiano, vassaux des puissants comtes Aldobrandeschi. En 1254, la famille céda le château et des domaines à la municipalité de Sienne. 
Au XIVe siècle, les comtes Guidi de Poppi prirent possession du château, dont la république de Sienne reprit possession du territoire en 1389, en versant une forte somme au seigneur d'alors, Francesco di Ugone di Battifolle. Au milieu du XVIe siècle, Cinigiano passa de Sienne au grand-duché de Toscane et en 1766 Pietro Leopoldo di Lorena transféra la municipalité de la province de Sienne à celle de Grosseto, en 1766, à laquelle elle restera même après l'annexion au royaume d'Italie a eu lieu en 1859.

## Administration
| Période                                  | Période  | Identité    | Étiquette     | Qualité |
| ---------------------------------------- | -------- | ----------- | ------------- | ------- |
| 2014                                     | en cours | Romina Sani | Centre gauche |         |
| Les données manquantes sont à compléter. |          |             |               |         |

### Hameaux
Borgo Santa Rita, Castiglioncello Bandini, Monticello Amiata, Poggi del Sasso, Porrona, Sasso d'Ombrone.

### Communes limitrophes
Arcidosso, Campagnatico, Castel del Piano, Civitella Paganico, Montalcino

## Monuments et lieux d'intérêt
- La Torre dell'Orologio, située au centre de Cinigiano, était la tour civique d'origine médiévale, qui a été restructurée au XIXe siècle.
- LaTorre di Scudellano du XIe siècle.
- Le château de Colle Massari, château médiéval de possesion de l'Abbaye de San Galgano.
- Les murailles de Monticello Amiata, constituent le système défensif du hameau de Monticello Amiata au XIe siècle.
- Les murailles de Porrona, enferment le village de Porrona (XII et XIIIe siècle).
- Le château de Porrona construit par les Siennois au XIIIe siècle.
- Le château de Vicarello construit par les Siennois au XIIIe siècle).
- Le Castiglion del Torto construit au Moyen Âge dans le hameau de Castiglioncello Bandini.

### Zone protégée
- Réserve naturelle de Poggio all'Olmo

## Galerie

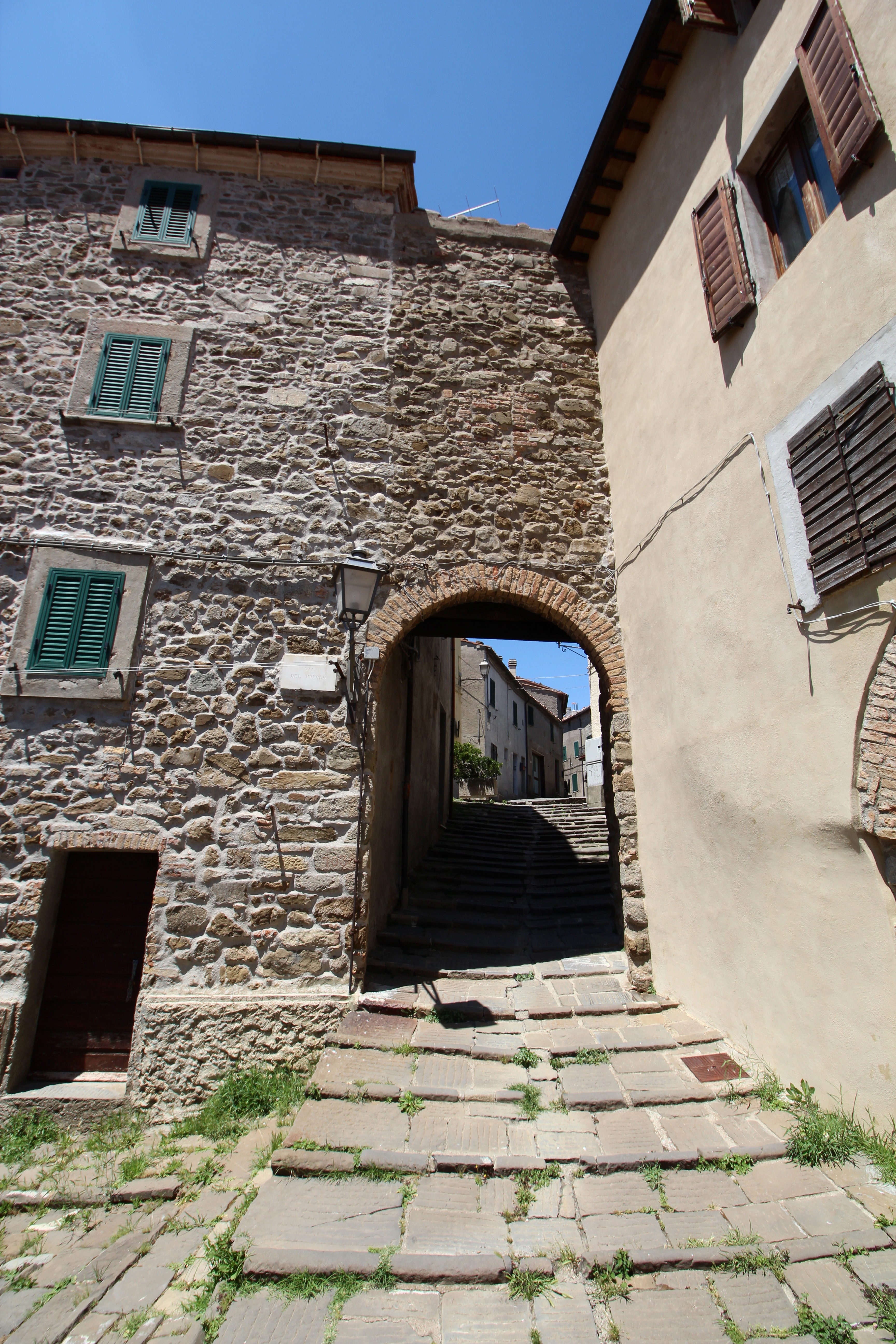
Murailles de Monticello Amiata
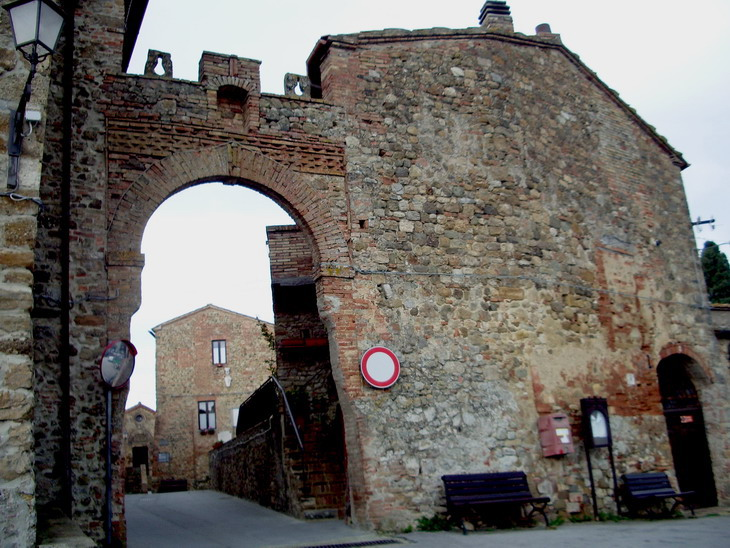
Murailles de Porrona
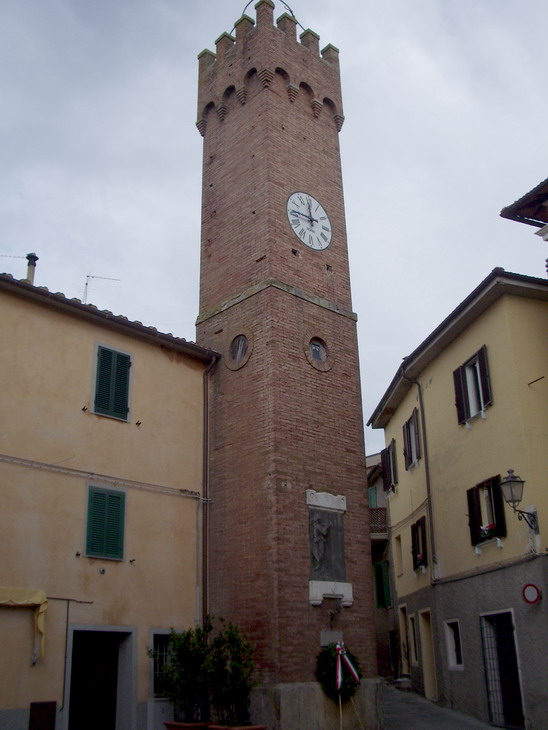
Torre dell'Orologio
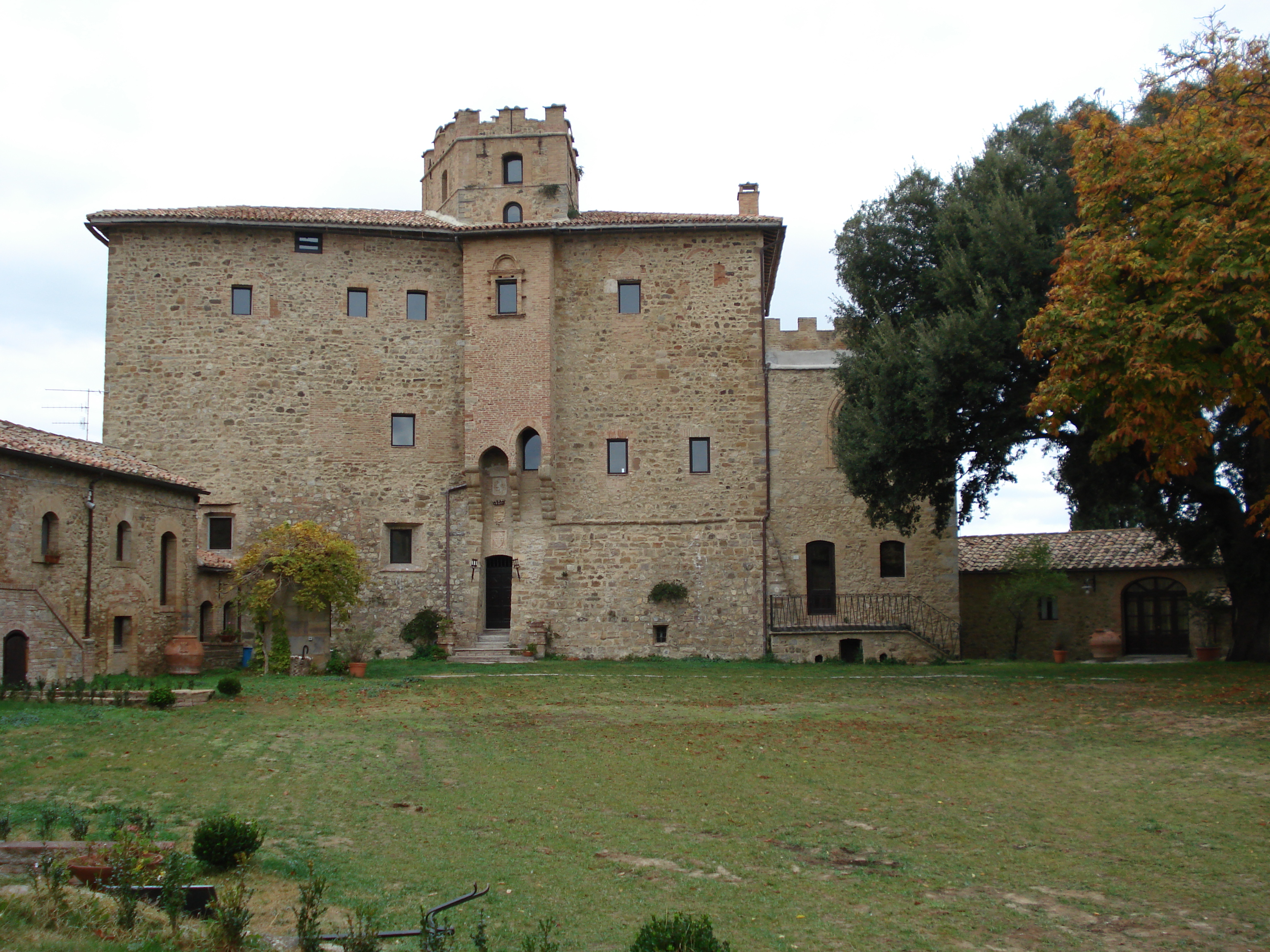
Château de Porrona
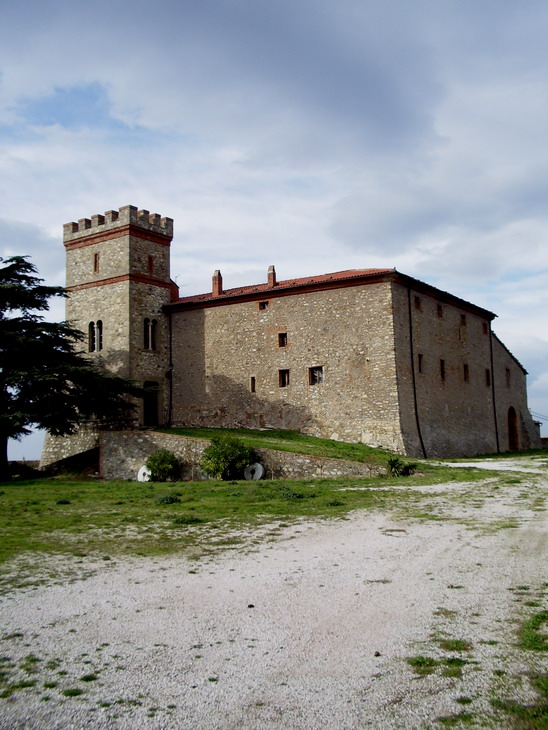
Castiglion del Torto